# Oron (Nigeria)
Oron est une ville de l'État d'Akwa Ibom au Nigeria.